# Amin Jensen
 Der er for få eller ingen kildehenvisninger i denne artikel, hvilket er et problem. Du kan hjælpe ved at angive troværdige kilder til de påstande, som fremføres i artiklen.

Amin René Marott Jensen (født 22. januar 1970 i Albertslund) er en dansk skuespiller og standupkomiker, som debuterede i 1993 på Café Din's i København.
Amin Jensen har været tv-vært bl.a. i quiz-programmerne Hvem er Hvem (TV 2) i 1997, Hit med Sangen 2000, Endelig Fredag fra 2005 (DR1) og Charlie Quizzen fra 2008 (TV2 Charlie)
I 1998 optrådte han landet over med sit første one-man-show, 150 Kilo Over Bæltestedet, og siden har han turneret med forestillingerne Stort, Hit Med Amin, Blæs På DK, Stort II og Fyrre, fit og fattig. Alle på nær sidstnævnte er udgivet på dvd.
I flere tilfælde akkompagneret af Søren Sebber Larsens trio. Deres kompositioner dækker blandt andet sange som "Dr. Snotty", "Cairo", "Läkerol", "Blackjack & Hookers", "Dead Pygmy Dance" og "Cobra".
Amin Jensen udgav i 2006 debutalbummet, It Feels Right, der modtog guld for 15.000 solgte eksemplarer.
I 2008 medvirkede han i Dansk Melodi Grand Prix med sangen "Luciano My Friend", som handler om den afdøde tenor Luciano Pavarotti.
I 2010 besteg Amin Jensen Afrikas højeste bjerg, Kilimanjaro. Med en vægt på 150 kg var Amin Jensen ifølge de lokale guider den tungeste mand , der nogensinde har besteget bjerget.
Amin Jensen har også medvirket i Krejlerkongen og i TV3's reality program Stjerner på vippen.
Amin Jensen er frimurer. Han meldte sig ind i foreningen Den Danske Frimurerorden den 12. november 2012.

## Politik
Han stillede op til kommunalvalget 2017 i Hvidovre Kommune for Nationalpartiet. Opstillingen var en følge af en konflikt med kommunen om det reklameskilt, som han havde opstillet på sit hus; kommunen anså skiltet for ulovligt. Amin Jensen blev ved Retten i Glostrup i maj 2019 dømt til at nedtage lysreklamen.

## Privat
Amin Jensen har været sammen med sin kæreste fra 2013 til 2021 og har tre døtre fra tidligere forhold.

## Diskografi
- It Feels Right (Sony BMG, 2006)
- A Tenor's Opera (Target, 2014)

## Filmografi

### Show
- Stand-up.dk (1 episode, 1997)
- 150 Kg over Bæltestedet (1998)
- Stort (2001)
- Hit med Amin (2003)
- Blæs på DK (2005)
- Stort II (2008)
- Fyrre, fit og fattig (2010)
- Comedy vs Opera (2013)

### Diverse
- Lykkehjulet (1994) (publikums comic)
- Stjernejoker (1995) (publikums comic)
- Ugen der gak (1995) (publikums comic)
- Linen ud (1996) (publikums comic)
- Tæl til 3 (1996) (publikums comic)

### Skuespiller
- Jydekompagniet (1988)... Orange Kult Person (statist)
- Tarzan (1999).... Tantor (stemme)
- Toy Story 2 (1999).... Al (stemme)
- Olsenbandens første kup' (1999) TV series
- Ørkenens juvel (2001).... Lille Knud
- Shrek (2001).... Shrek (stemme)
- Shrek 2 (2004).... Shrek (stemme)
- Shrek den Tredje (2007).... Shrek (stemme)
- The Simpsons Movie (2007).... Arnold Schwarzenegger (stemme)
- Shrek Den Lykkelige (2010).... Shrek (stemme)
- Kick Buttowski (2010).... Gunther (stemme)
- Hotel Transylvania (2012).... Mumien Murray (stemme)
- Kæledyrenes hemmelige liv (2015).... Duke (stemme)
- Kæledyrenes hemmelige liv 2 (2019).... Duke (stemme)
- GG Horsen (sæson 2).... Robert

### Selv
- Stand-up.dk (1 program, 1997)
- Hvem er hvem? Vært (2 programmer, 1997-1999)
- KOKamok (1 program, 1999)
- Den Store Klassefest (1 program, 2000)
- Året der gik (2000)
- Hit med Sangen .... Vært (63 programmer, 2000-2004)
- Venner for livet (1 program, 2001)
- Amin Jensen: Stort (2001)
- Bare det var mig (2001) Vært
- Sport2002 (2002)
- Hækkenfeldt kobler af (1 program, 2002)
- Mit sande jeg (1 program, 2003)
- Amin Jensen – 150 kg over bæltestedet (2003)
- Endelig fredag (2003)
- Hit med Amin (2003)
- Go' aften Danmark (3 programmer, 2003-2005)
- aHA! .... Himself (2 programmer, 2003-2005)
- Amin Jensen: Blæs på DK (2005)
- Fantastiske 5 – I den gode smags tjeneste, De (1 program, 2006)
- 9 ud af 10 .... Himself (1 program, 2006)
- Gu'skelov du kom (2 programmer, 2006-2007)
- A Tenor's Opera (Opera CD, 2014)